# 三和村 (広島県)
三和村（みわむら）は、広島県佐伯郡にあった村。現在の廿日市市、大竹市の一部にあたる。

## 地理
- 河川：玖島川、恵川[1]

## 歴史
- 1889年（明治22年）4月1日、町村制の施行により、佐伯郡峠村、渡之瀬村、松ケ原村が合併して村制施行し、三和村が発足[1][2]。
- 1929年（昭和4年）4月1日、佐伯郡友原村と合併し、友和村を新設して廃止された[1][2]。

### 地名の由来
合併旧三村の和合の意味。

## 産業
- 農業、養蚕、薪、製炭、和紙[1]。